# 革命歌劇
革命歌劇（かくめいかげき、혁명가극）とは、朝鮮民主主義人民共和国（以下、北朝鮮と記す）において上演されている、独特の形態を持つ音楽劇（オペラ）である。

## 発祥とその後
1969年に公開された『血の海（ピパダ）』を始めとする抗日パルチザン闘争や日本の統治時代をテーマにした映画は金日成を感激させた。そして、これらの作品をより親しみ易くし広めるために金正日の主導によって歌劇に仕立て上げられ、その第1弾として歌劇『血の海』が国立芸術劇場において血の海歌劇団（日本ではピパダ歌劇団ともよばれる）と朝鮮民主主義人民共和国国立交響楽団によって1971年に初演された。現在は平壌大劇場等において公演を行っており、伴奏オーケストラは国立交響楽団ではなく座付のオーケストラを使用している。
なお、金正日自身は、『音楽芸術論』において、「革命歌劇」を「『血の海』式歌劇」と呼んでいた。

## 音楽上の特徴
独唱、合唱、オーケストラによって演奏・上演されるという点では西洋のオペラと同一であるが、大きく異なる部分もある。西洋オペラにおけるレチタティーヴォやアリアを廃止し、「有節歌謡」や「傍唱（パンチャン）」を用いている。
これらは、金正日の指示によるものであり、「有節歌謡」を基本におくこととした。「有節歌謡」は、各節からなる歌詞を最初の節の曲（1番）に合わせて歌うものである。一方、「パンチャン」は、舞台上の登場人物が歌うものとは別に、舞台の外にいる歌手や合唱が舞台上の人物の心境や場面の状況など客観的に叙述して代弁するというものである。また、金正日は、舞踊も必須の表現手段であるとみなして積極的に導入した。
金正日は、自らの著作『音楽芸術論』において「レチタティーボ調のメロディーをなくし、有節歌謡調のメロディーを創造しなければならない」と述べたうえで、レチタティーヴォを「非メロディー的な声楽形式」とし、レチタティーヴォの排除を主張した。その一方で、「有節歌謡」については「メロディーの本質的要求を十分に活かすことができ、人民の長い音楽言語的伝統と慣習に合うすぐれた音楽形式である」として、これを推奨する立場を表明した。特に「有節歌謡」に関する金正日のこだわりは強く、革命歌劇の創作において最も重要な点は、「歌を有節歌謡化するという党の方針を貫徹する」ことにあるとしていた。

## 制作システムの特徴
金正日は、革命歌劇の創作に際して「世界中のオペラで演奏されていない形式がどのようなものか調べよ」との指示を音楽家に与えていた。
朝鮮労働党対外情報調査部副部長を務めた申敬完（シン・ギョンワン）によれば、『花を売る乙女』の制作にあたって、金正日自らが歌手の選抜に立ち会い、主題歌を歌う歌手を選定した。また、映画監督の申相玉によれば、『血の海』の制作の際には、2000曲以上を作曲させ、その中から数十曲を金正日自らが選出したと言われている。『血の海』の主題歌は、李冕相（リ・ミョンサン）が作曲を担当した。

## 五大革命歌劇
革命歌劇が登場して以来、現在も北朝鮮での人気の高い五つの歌劇を五大革命歌劇（5大オペラ）と呼ぶ。下記の五曲である。映画化もされている。
- 『血の海』（血の海歌劇団[11]）
- 『花を売る乙女』（万寿台芸術団[11]）
- 『党の真の娘』（朝鮮人民軍協奏団[11]）
- 『密林よ語れ』（ピョンヤン芸術団[11])
- 『金剛山の歌』（ピョンヤン歌劇団[11]）

なお、これらの5作品のうち、『血の海』と『花を売る乙女』は、1930年代に原作が創作されていた。

## 録音
上述の五つの作品はいずれも録音されており、CDもレインボー通商などで入手できる。
金剛山歌劇団が1974年9月に『金剛山の歌』を浅草大劇場で上演しており、これが日本初演である。また、革命歌劇の中には、交響曲《血の海》（キム・ユンブン、キム・ヨンギュ、チョ・ギルソク合作）、交響曲《花を売る乙女》のように、交響曲に編曲されたものも存在し、日本でも演奏されている。

## その他
映画版『花を売る乙女』で主人公コップニを演じたホン・ヨンヒは、1ウォン札の裏面に描かれている。また、中華人民共和国建国15周年を記念して制作されたミュージカル『東方紅』も、革命歌劇として位置づけられている。